# Berlin Hamburger Bahnhof
Berlin Hamburger Bahnhof ist ein ehemaliger Berliner Bahnhof, der seinerzeit Anfangspunkt der Berlin-Hamburger Bahn war. Das Gebäude liegt an der Invalidenstraße im Ortsteil Moabit des Bezirks Mitte.
Das ehemalige Empfangsgebäude ist das einzige erhaltene der großen Berliner Kopfbahnhöfe. Es stammt aus den 1840er Jahren und ist damit eines der ältesten Bahnhofsgebäude Deutschlands. Das im spätklassizistischen Stil gehaltene Bauwerk wurde von Friedrich Neuhaus und Ferdinand Wilhelm Holz entworfen. Im Jahr 1884 wurde der Bahnhof für den Personenverkehr geschlossen und der Verkehr auf den benachbarten Lehrter Bahnhof verlagert.
Seit Anfang des 20. Jahrhunderts wird das Empfangsgebäude als Museum genutzt. Dort ist die Nationalgalerie der Gegenwart untergebracht, das mit über 308.000 Besuchern (Stand: 2019) zu den erfolgreichsten Häusern für zeitgenössische Kunst gehört. Neben den Ausstellungsräumen befinden sich eine Buchhandlung sowie ein Restaurant in dem Gebäude. Im Umfeld wurden mittlerweile zahlreiche andere kulturelle Nutzungen angesiedelt. Der bisherige Eigentümer des Gebäudes, die CA Immo Deutschland (früher: Vivico), verkaufte den Hamburger Bahnhof nach langen Verhandlungen im November 2022 an die Bundesanstalt für Immobilienaufgaben (BImA). Das Gebäude ist nun Bundeseigentum.

## Bauabschnitte

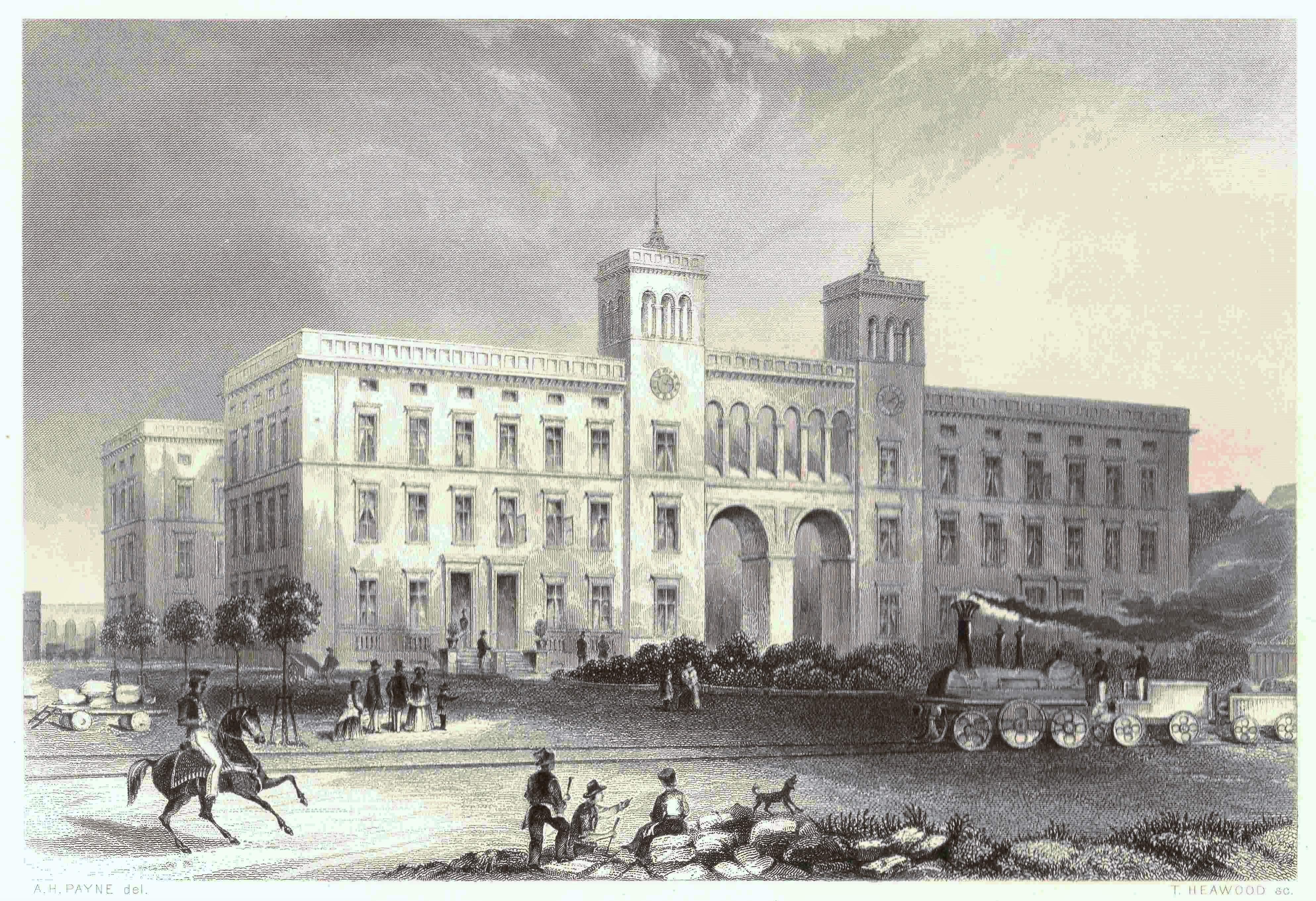
Der Hamburger Bahnhof um 1850. Im Vordergrund die Berliner Verbindungsbahn auf der späteren Straßenbahntrasse.

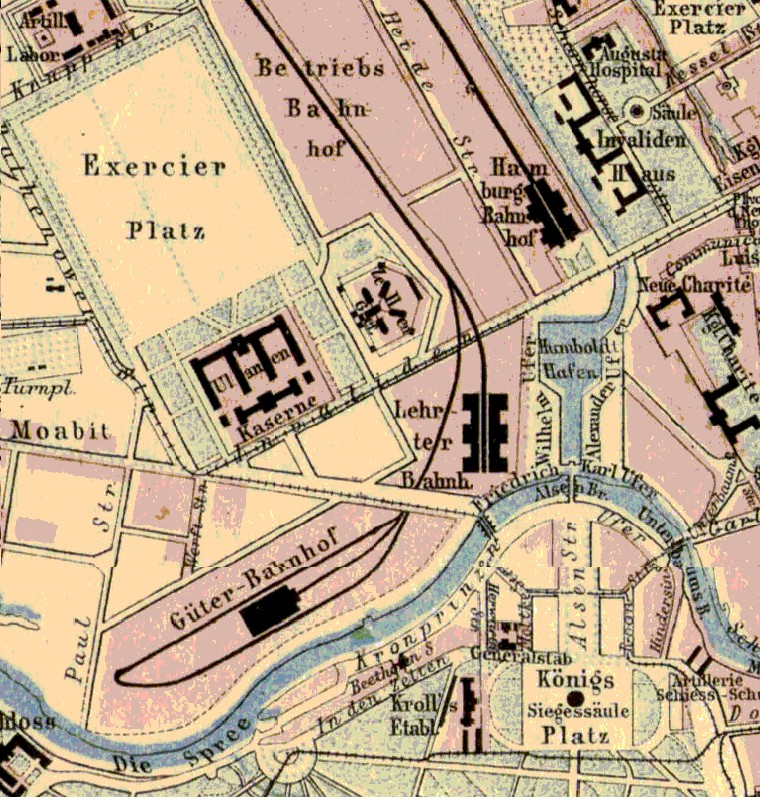
Lage des Hamburger Bahnhofs neben dem Lehrter Bahnhof, 1875

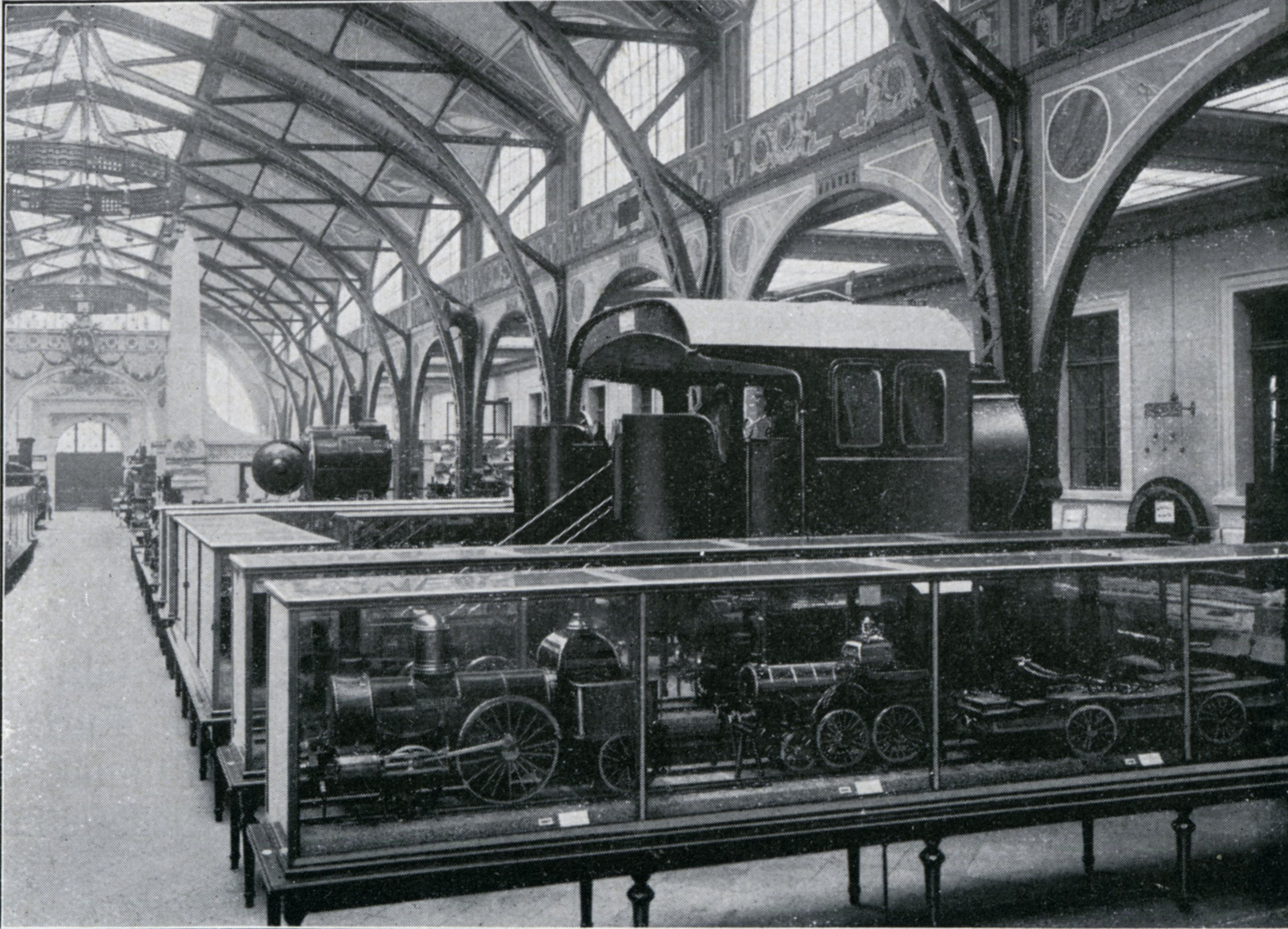
Verkehrsmuseum, um 1910

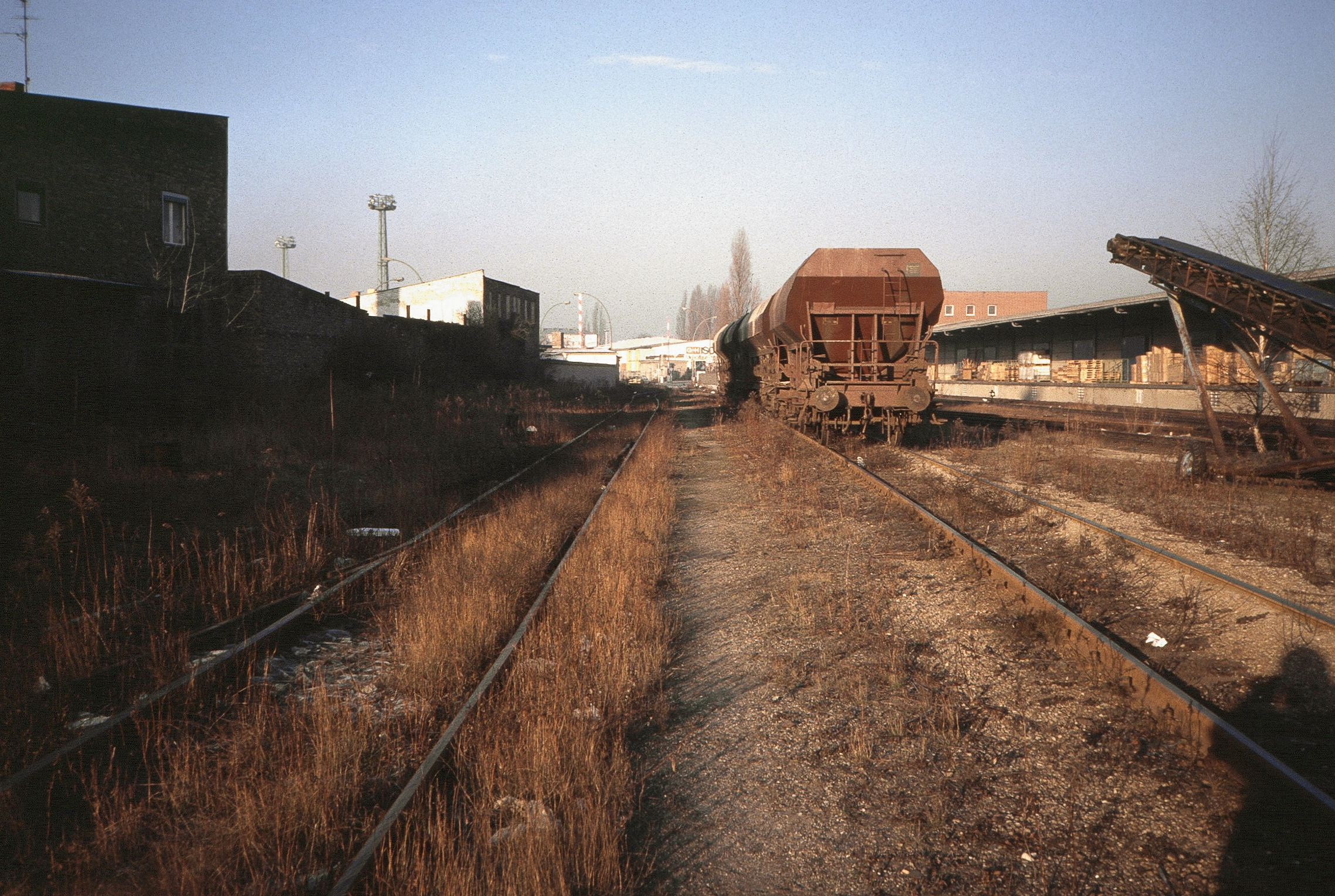
Alter Hamburger Güterbahnhof östlich der Heidestraße, 1988

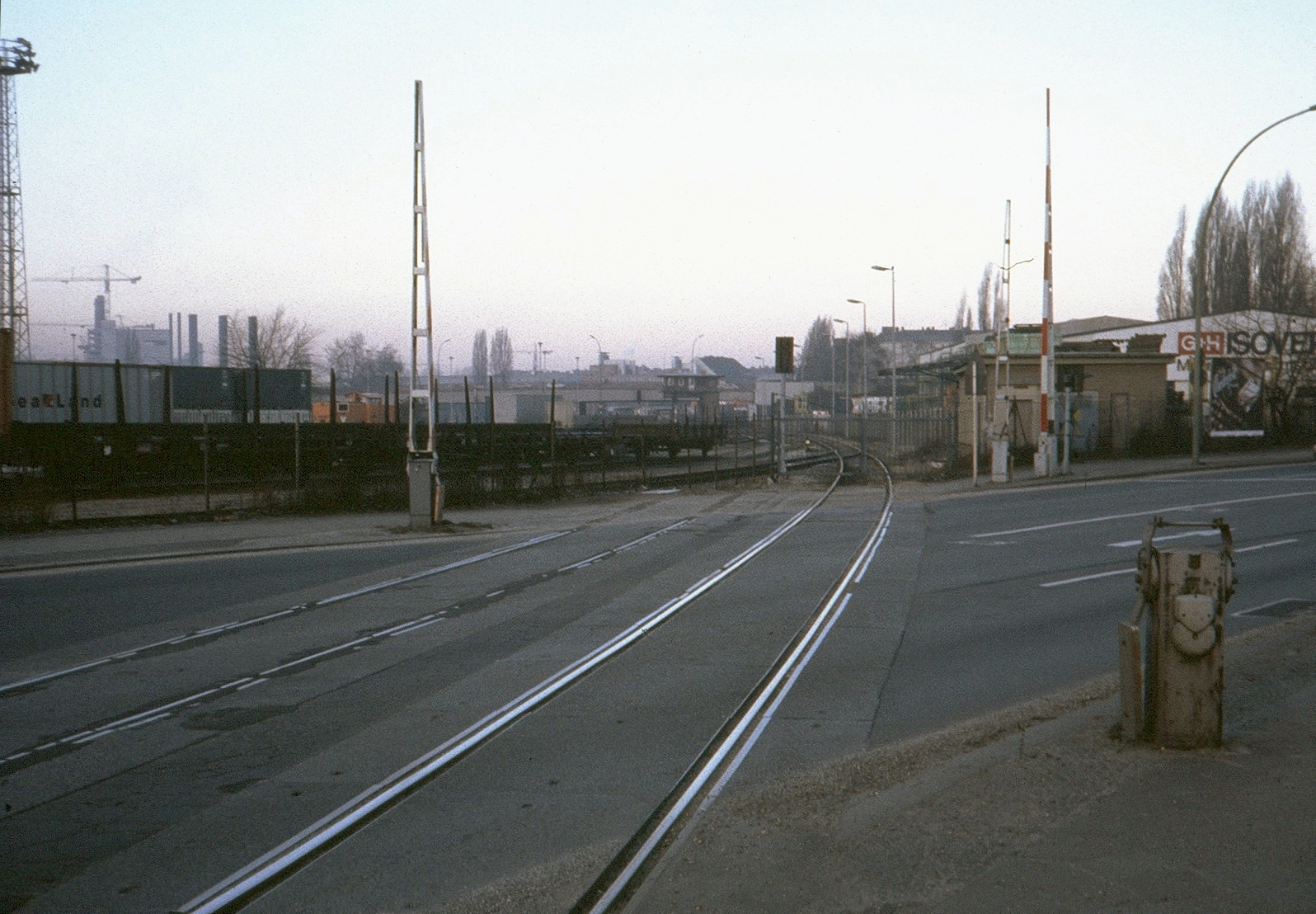
Bahnübergang Heidestraße, ein Gleis ist noch in Betrieb, im Hintergrund der Hamburger und Lehrter Güterbahnhof (HuL), 1988

Das Bauwerk wurde nach Plänen von Friedrich Neuhaus, Technischer Direktor der Berlin-Hamburger Eisenbahn-Gesellschaft, und dem Architekten Ferdinand Wilhelm Holz zwischen 1846 und 1847 errichtet. Es befindet sich nordöstlich des früheren Lehrter Bahnhofs (heute: Berlin Hauptbahnhof) in unmittelbarer Nähe der Charité.
Der Bahnhof besaß anfangs bis 1870 für die Lokomotiven, die auf einer Drehscheibe vor dem Gebäude umgesetzt wurden, zwei hohe Rundbogentore als Durchfahrten.
Im Jahr 1851 nahm die Berliner Verbindungsbahn vom Stettiner Bahnhof über den Hamburger Bahnhof zu den anderen Berliner Kopfbahnhöfen Potsdamer Bahnhof, Anhalter Bahnhof und weiter zum Frankfurter Bahnhof (später: Schlesischer Bahnhof) den Betrieb auf.
Der Einbau einer Schiebebühne zum Umsetzen der Loks erfolgte 1870, wodurch die Tore überflüssig wurden. Nach Inbetriebnahme des ersten Abschnitts der Berliner Ringbahn im Juli 1871 wurde der Betrieb auf der auf Straßenebene verkehrenden Verbindungsbahn eingestellt, da sie zum Verkehrshindernis geworden war. 
Anstelle der abgerissenen Bahnhofshalle wurde zur Museumseröffnung 1906 die neue, heute noch vorhandene Ausstellungshalle errichtet. 1911 bis 1916 entstanden zwei Flügel als Anbauten zur Straße hin und dazwischen der heutige Ehrenhof.
Von 1990 bis 1996 erfolgte der bisher letzte Umbau bzw. die Erweiterung nach Plänen von Josef Paul Kleihues für das Museum für Gegenwart. Von Kleihues stammt der rechts der großen Halle gelegene Erweiterungsbau mit einer Länge von 80 Metern.

## Geschichte

### Eröffnung als Bahnhof
Berlin und Hamburg beschlossen 1841 per Staatsvertrag den Bau einer Eisenbahnlinie zwischen beiden Städten. Fünf Jahre später, am 15. Oktober 1846, fand die Jungfernfahrt nach Hamburg statt. Der Bahnhof war damals noch im Bau, sodass man aus einem Güterschuppen herausfuhr. Beim Bau des Bahnhofs mussten der moorige Baugrund mit Sand aufgeschüttet und der Spreekanal nach Norden verlegt werden. Mit der Entstehung des Schienennetzes wurden bis 1859 der Berlin-Spandauer Schifffahrtskanal und der Humboldthafen angelegt, um die Anbindung des Schienennetzes an das Wassernetz zu verbessern. Die Fertigstellung des Bahnhofs konnte 1847 gefeiert werden.

### Weiterverwendung Güterbahnhof
Am 14. Oktober 1884 erlebte der Bahnhof nach nur 37 Jahren Betriebszeit seine Stilllegung, da der nahegelegene Lehrter Bahnhof nun auch den Reiseverkehr in Richtung Hamburg übernahm. Der Vorplatz wurde umgestaltet, die Bahnhofshalle wurde entfernt und die geschlossene Hallensüdseite erhielt eine Freitreppe. Das hinter dem Bahnhof gelegene Güterbahngelände blieb allerdings als Ableger des Lehrter Güterbahnhofs noch bis Ende der 1980er Jahre erhalten, insbesondere seit auf dem Lehrter Güterbahngelände der West-Berliner Containerbahnhof des Hamburger und Lehrter Güterbahnhofs (HuL) entstand, der für den Container-Warenumschlag mit zwei großen Portalkränen ausgestattet war. Auf dem Gelände des Hamburger Güterbahnhofes siedelten zahlreiche Speditionsfirmen, die auch noch nach der Stilllegung dieses Teiles des Hamburger- und Lehrter Güterbahnhofs in Betrieb blieben. Dessen Portalkräne zum Umsetzen von Containern wurden im Jahr 2007 demontiert.

### Bau- und Verkehrsmuseum
Ein Erlass des preußischen Eisenbahnministers, des Ministers der öffentlichen Arbeiten, Hermann von Budde, an die Dienststellen der Eisenbahn bat 1904 darum, Gegenstände zu melden, die für die Ausstattung eines Eisenbahnmuseums geeignet erschienen. Am 14. Dezember 1906 eröffnete im Empfangsgebäude das Königliche Bau- und Verkehrsmuseum, später Verkehrs- und Baumuseum (auch Lokomotivenmuseum genannt). Dafür wurde eine komplett neuentworfene Bahnhofshalle errichtet, die auch deutsche Ingenieurskunst demonstrieren sollte. In einer vereinten Sammlung sollten industrielle und technische Entwicklungen gezeigt werden. Die Sammlung sollte auch den Beamten, Studierenden und Fachleuten Gelegenheit zum Lernen und zur Weiterbildung geben. Es ist somit ein Vorläufer des heutigen Technikmuseums in Berlin. Das Museum erwies sich von Anfang an als Publikumsmagnet. Da die Sammlung weiter wuchs, errichtete man 1909–1911 den zweigeschossigen linken Flügelbau. Der Zwillingsflügel auf der rechten Seite folgte in den Jahren 1914–1916.
Im Zweiten Weltkrieg erlitt das Gebäude 1944 starke Schäden, große Teile der Sammlung blieben allerdings erhalten. Von der großen Modellbahn im Maßstab 1:33 blieben nach Plünderung lediglich Fragmente erhalten, die sich heute in der Sammlung des Deutschen Technikmuseums befinden. Nach dem Krieg wurde das Gebäude als Bahnbetriebsanlage der Deutschen Reichsbahn übertragen. Das gesperrte Gebäude stand der Öffentlichkeit nicht zur Verfügung. Engagierte Reichsbahner erreichten es jedoch, Bauwerk und Exponate so gut es ging zu erhalten. Die Deutsche Reichsbahn konnte bzw. wollte mit dem Museum nichts anfangen, waren doch ihre Rechte im Westteil der Stadt Berlin aufgrund alliierter Festlegungen auf Transportaufgaben beschränkt.

### Verpachtung an Berlin, Verkehrsmuseen und Museum für Gegenwart

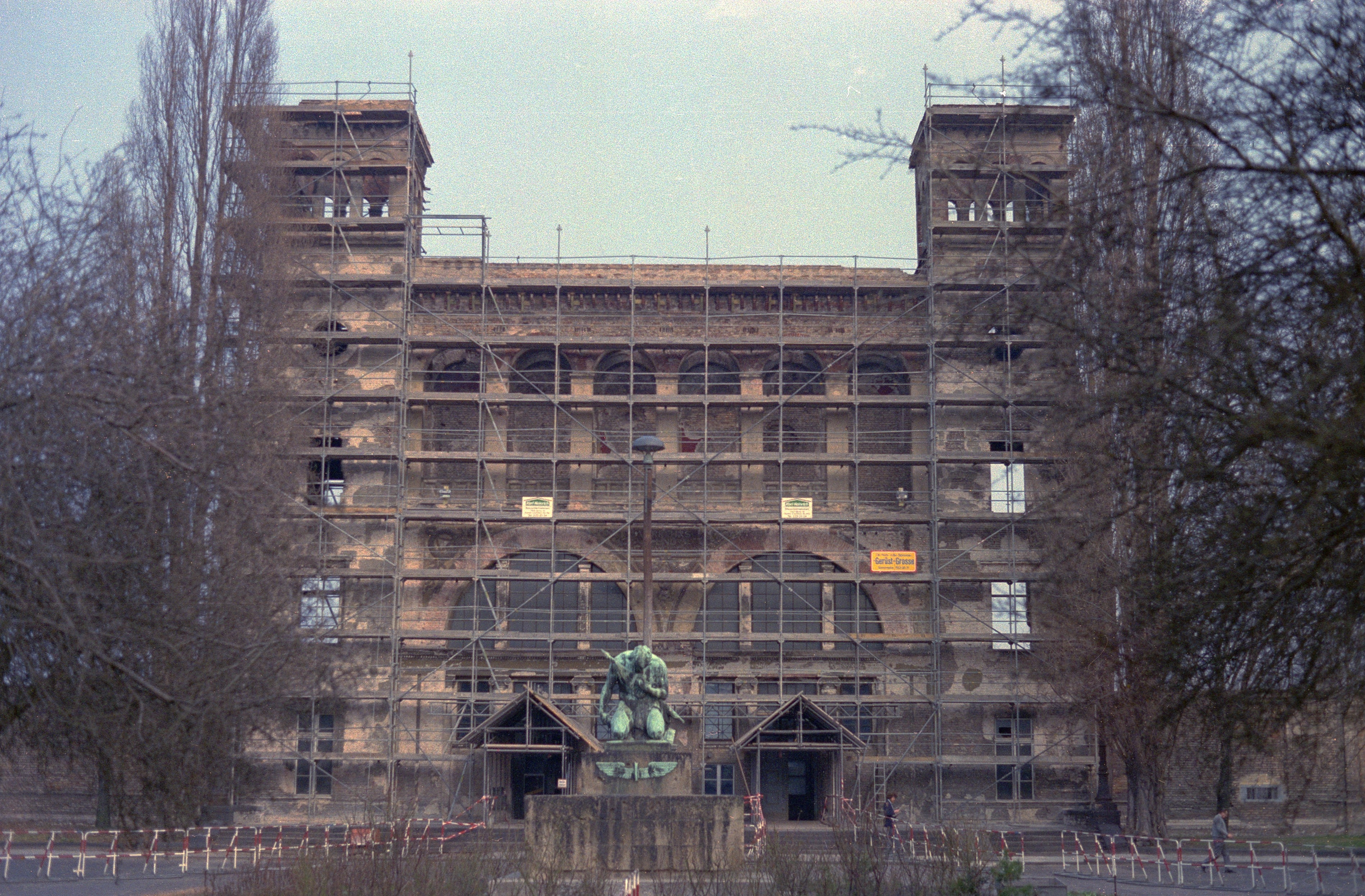
Berlin Hamburger Bahnhof 1984, eingerüstet für erste Sicherungsmaßnahmen

Im Jahr 1984 schloss der Berliner Senat mit dem Grundstückseigentümer Deutsche Reichsbahn einen Pachtvertrag, um das Gebäude wieder nutzbar zu machen. Nach ersten Sicherungsarbeiten konnte der Hamburger Bahnhof ab dem 8. April 1984 wieder für kurze Zeit besichtigt werden.
Die Ausstellungsstücke des Verkehrs- und Baumuseums wurden an das Verkehrsmuseum Dresden und das Deutsche Technikmuseum Berlin übergeben und sind heute dort teilweise ausgestellt. Anlässlich der 750-Jahr-Feier Berlins im Jahr 1987 wurde der Hamburger Bahnhof mit der Ausstellung Reise nach Berlin zum ersten Mal seit 40 Jahren wieder museal genutzt. Anschließend erfolgten umfassende Sanierungsarbeiten, bevor das Gebäude am 2. November 1996 unter dem neuen Namen Hamburger Bahnhof – Museum für Gegenwart als Ausstellungsort für zeitgenössische Kunst wiedereröffnet wurde.
Der Güterbahnhof wurde 2004 von den Architekten Kühn Malvezzi umgebaut. Sie erhielten den Namen Rieckhallen und enthalten Teile der Friedrich Christian Flick Collection.
Der Hamburger Bahnhof gehörte seit 1. Januar 1994 zum Bundeseisenbahnvermögen, einem nicht rechtsfähigen Sondervermögen des Bundes. Im Jahr 1996 wurde die Eisenbahnimmobilien Management GmbH (EIM) gegründet. Aus dieser wurde im März 2001 die Vivico Real Estate GmbH. Beide GmbHs gehörten zu 94,99 % dem Bundeseisenbahnvermögen und 5,01 % dem Bund.
Am 4. Dezember 2007 erwarb die österreichische CA Immobilien AG nach einem Bieterverfahren für 1,03 Milliarden Euro die durch die Vivico Real Estate GmbH verwalteten, bundeseigenen Liegenschaften und somit auch den Hamburger Bahnhof. Im November 2022 wurde der Hamburger Bahnhof von der Bundesanstalt für Immobilienaufgaben (BImA) für 66 Millionen Euro gekauft und ist nun Bundeseigentum.
Bekanntgewordene Planungen aus dem Jahr 2020, dass die CA Immobilien AG den Mietvertrag nicht verlängern und die Rieckhallen abreißen wolle, um dort Wohngebäude zu errichten, konnten durch eine Vereinbarung zwischen dem Land Berlin und der CA Immobilien AG abgewendet werden. Die Rieckhallen wurden im November 2022 für 100 Millionen Euro und einen Grundstückstausch vom Land Berlin gekauft und sind nun Landeseigentum.